# Ioan Prundeanu
Ioan Prundeanu (n. 17 ianuarie 1993, Fălticeni, Suceava, România) este un canotor român.

## Carieră
Sportivul a fost vicecampion european din 2018 în proba de dublu vâsle. La Campionate Europene din 2019 și 2022 a obținut medalia de bronz. De două ori a reprezentat România la Jocurile Olimpice. S-a clasat pe locul 9 în proba de patru vâsle, atât la Tokio 2020, cât și la Paris 2024.